# David Mata
Pour les articles homonymes, voir Mata.
David Mata est un écrivain français, d'origine aragonaise, né le 10 juillet 1929 à Tarbes et mort le 31 juillet 2017 à Barbastro (Espagne).
Ancien journaliste, il a collaboré à la presse régionale, écrit dans Le Monde et a publié de nombreux articles dans la revue Éléments.
Son premier livre Le bûcher espagnol paraît en 1971 chez Julliard.

## Publications
- Le Bûcher espagnol, Julliard
- Un mirador aragonais, Le Labyrinthe
- La Fugue en Gascogne, éditions Jean Picollec
- Le Film perdu, E-dite
- Tarraco, E-dite
- Hermann, Éditions Alexipharmaque
- Violaine en son château, Éditions Alexipharmaque
- Les Solistes de Dresde, Éditions Alexipharmaque
- Le Rendez-vous de Versailles, Éditions Alexipharmaque